# Aplidiopsis gelidus
Aplidiopsis gelidus är en sjöpungsart som beskrevs av Monniot 1987. Aplidiopsis gelidus ingår i släktet Aplidiopsis och familjen klumpsjöpungar. Inga underarter finns listade i Catalogue of Life.